# 피타나
피타나는 아나톨리아(소아시아) 도시 쿠사라의 청동기 시대 왕이었다. 그는 기원전 18세기에 재위하였고 히타이트 어를 사용하는 영역의 아시리아 교역 식민지의 중심인 카네쉬를 정복하였다.
그는 아들 아니타가 계승하였는데 하투사를 정복하였고 히타이트어로 그의 업적을 기록하였다고 알려져있다.
| 전임 - | 제1대 쿠사라 왕 기원전 18세기 경 | 후임 아니타 |